# Попаснянський район (1923—1962)
Попаснянський район (з 1923 до 1924 Комишевахський, з 1936 до 1944 Кагановичський) — колишній район Артемівської округи, Донецької, а згодом Луганської області з центром у Попасній.

## Історія
Утворений 7 березня 1923 як Камишевахський район з центром у Комишувасі у складі Бахмутської округи Донецької губернії з Камишевахської, Гірсько-Іванівської, Нижнянської, Троїцької, Калинівської і Миколаївської волостей Бахмутського повіту.
У грудні 1924 районний центр перенесений до Попасного, Комишевахський район перейменований на Попаснянський.
Після ліквідації округ 15 вересня 1930 райони передані в пряме підпорядкування УСРР.
Розформований у лютому 1932. Ніжнянська, Оріхівська, Михайлівська, Голубівська, Калинівська, Камишевахська, Скелеватська, Катеринівська, Троїцька, Ново-Олександрівська, Горсько-Іванівська, Ново-Іванівська сільради та Попаснянська і Золотівська селищні ради перейшли до Кадіївського району. Берестівська, Василівська, Калиново-Попаснянська, Миколаївська та Нирківська сільські ради перейшли до Артемівського району.
У червні 1936 знову створений як Кагановичський район у складі 4 селищних та 11 сільських рад з центром в селищі ім. т. Л. М. Кагановича як частина Донецької області. До складу району увійшли Кагановичська, Первомайська, Золотівська, Горсько-Іванівська селищні ради, Катеринівська, Калиново-Попаснянська, Комишуваська, Михайлівська, Ново-Олександрівська, Ново-Іванівська, Нирківська, Оріхівська, Калинівська, Нижнянська та Троіцька сільські ради зі складу приміської смуги Кадіївської міськради.
3 червня 1938 увійшов до складу новоствореної Ворошиловградської області.
12 червня 1944 Кагановичський район перейменований на Попаснянський.
У 1958 році область перейменована на Луганську.
Ліквідований 30 грудня 1962 з віднесенням території до Лисичанського району.